# 萨维蒂
薩维蒂（英語：Saweetie，/səˈwiːti/，1993年7月2日—），本名为黛蒙特·基亚瓦·瓦伦丁·哈珀（英語：Diamonté Quiava Valentin Harper），是来自美国加利福尼亚州圣塔克拉拉的新晋饶舌创作型女歌手兼演员。

## 音乐作品

### 录音室专辑
- 《Pretty Bitch Music（英语：Pretty Bitch Music）》（2021）

### 迷你专辑
- 《Icy》（2019）
- 《High Maintenance（英语：High Maintenance (Saweetie EP)）》（2018）
- 《Pretty Summer Playlist: Season 1（英语：Pretty Summer Playlist: Season 1）》（2021）

### 单曲
- 〈My Type (萨维蒂单曲)（英语：My Type (Saweetie song)）〉（2019）
- 〈Bitch from da Souf（英语：Bitch from da Souf）〉（2019）
- 〈Tap In（英语：Tap In）〉（2020）
- 〈Back to the Streets（英语：Back to the Streets）〉 (2020)
- 〈Best Friend（英语：Best Friend (Saweetie song)）〉 (2021)
- 〈Fast (Motion)（英语：Fast (Motion)）〉 (2021)

## 影视作品
- 2021年，《芭莉絲·希爾頓：千金私廚》，第二集嘉宾。